# ألبرت موصيري
ألبرت موصيري، صحفي وأحد أعيان اليهود المصريين. أسس جريدة إسرائيل الأسبوعية عام 1920 حتى توقفت صدورها عام 1939.

## وصلات خارجية

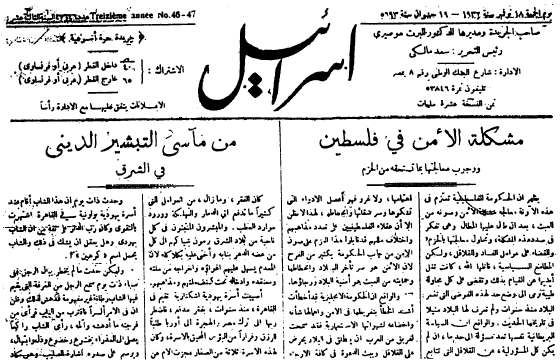